# وتيرة (سرد)
السرعة أو الوتيرة هي السرعة التي يتم بها سرد القصة - وليس بالضرورة السرعة التي تحدث بها القصة. لا يعتمد عدد الكلمات اللازمة للكتابة عن حدث معين على مقدار الوقت الذي يستغرقه الحدث؛ ذلك يعتمد على مدى أهمية تلك اللحظة للقصة.  يتم تحديد السرعة حسب طول المشاهد ومدى سرعة تحرك الإجراء ومدى سرعة تزويد القارئ بالمعلومات. كما تمليها في بعض الأحيان هذا النوع من القصة: الكوميديا تتحرك بشكل أسرع من الأعمال الدرامية. مغامرات الحركة تتحرك بشكل أسرع من التشويق.  تتميز السرعة الهائلة التي تتميز بها العديد من الروايات التي رفضها الناشرون، والبعض الآخر يجد طريقه إلى الطباعة ولكن ليس في قلوب وتوصيات القراء. تتحرك معظم المخطوطات المرفوضة ببطء شديد، مما يشجع القراء على وضعها.

## أساليب
لدى رواة القصص عدد من أدوات الكتابة تحت تصرفهم - على سبيل المثال، السرد، العمل، الوصف، والحوار. عند التفكير في كيفية تسريع القصة، سيؤدي الوصف والسرد إلى تحريكها ببطء وثبات وسهولة، في حين أن العمل والحوار سوف يسرعانها.  من بين جميع الأدوات الموجودة تحت تصرف الكاتب، فإن الحوار هو الذي يضع الشخصيات والقارئ بسرعة في الوقت الحالي، حتى أكثر من الفعل. 
يمكن زيادة الوتيرة من خلال:
- تقلب إلى الأمام مشهدًا في القصة ولكنه لم يظهر أبدًا في الكتاب [8]
- تخطي الخطوات في تسلسل منطقي للأحداث [8]
- مشاهد قصيرة [9]
- فقرة متكررة [10]
- جمل قصيرة [10]
- حوار [6][10]
- العمل [6]
- صوت نشط وأفعال عدوانية [11]
- التقطيع (إزالة الكلمات والعبارات الزائدة ، والصفات والظروف غير الضرورية) [12]
- يمكن تقليل الوتيرة من خلال:
- الوصف والسرد [6]
- التأمل[13]

## حياكة
في حين أن الحوار هو العنصر الذي يضفي على الحياة قصة وشخصيات على الصفحة، فإن الحركة تخلق الحركة، والسرد يعطي القصة عمقها ومضمونها. كتابة قصة تعني نسج جميع عناصر الخيال معًا. عندما يتم ذلك بشكل صحيح ، يمكن أن يؤدي نسج الحوار والعمل والسرد إلى إنشاء نسيج جميل. من المحتمل أن يكون تحديد السرعة العنصر الأكثر شيوعًا الذي يجب الانتباه إليه عند التفكير في وقت ووقت عدم نسج الحوار والسرد والعمل. عند إنشاء مشهد صراع سريع الخطى بين شخصين أو أكثر ، قد يحسن الكاتب النظر في الحوار فقط، على الأقل بالنسبة لأجزاء منه. ربما دخلت الشخصيات في حجة ويريد الكاتب تسريع المشهد. ثم هناك أوقات يجب أن يتحرك فيها المشهد ببطء ، لذلك ليس من الأفضل دائمًا استخدام الحوار.ومع ذلك، فإن قراءة الحوار البطيء هي الأفضل من قراءة مقاطع طويلة من السرد الفلسفي.هناك مشاهد في جميع القصص التي تعمل بشكل أفضل باستخدام الحوار السردي فقط أو فقط أو العمل فقط.لا توجد قواعد محددة حول متى ومتى لا تنسج. الحياكة الجيدة هي العثور على إيقاع القصة.

## الاختلاف

### داخل القصة
المؤامرة الجيدة هي تمرين في توازن مناسب. من خلال البقاء على بينة من مستويات الشدة والكتابة في المشاهد وفقًا لذلك، يمكن للكاتب أن يجعل الروايات جديدة وتنسى قراءها.غالبًا ما يعطي الكتاب المبتدئين كل لحظة في قصصهم نفس الوزن. ومع ذلك ، في كتابة الخيال، فهي المسؤولة عن الطريقة التي يتحرك بها الوقت. يمكن أن تمر بسرعة فوق ما هو غير مهم، أو حتى تخطيه بالكامل. ثم يمكنهم تمديد الأحداث التي يهتم بها القراء.هناك وقت للرواية ووقت للعرض. معظم القصص لا تسير بخطى سريعة ، ولكن ببطء شديد.من ناحية أخرى، لا يوجد شيء أقل إثارة من الإثارة بدون توقف، لذلك يجب على الكتاب تجنب رتابة العمل المستمر وملمس الخطى. يجب أن تتم الكتابة بوعي بالسرعة والتوتر. في العمل المتزايد للقصة ، يمكن الحفاظ على اهتمام القارئ بزيادة رهان الفعل مع كل مشهد ناجح. يجب أن تكون العقبة الأولى التي يتغلب عليها البطل أصغر من العقبة التالية.

### بين القصص المختلفة
تستدعي أنواع القصص المختلفة أنواعًا مختلفة من الشخصيات والتوتر والسرعة والموضوعات والحوار. تحتاج مغامرة الإثارة السريعة إلى حوار سريع الخطى في كل مشهد للحفاظ على تقدم القصة سريعًا. وبالمثل، تحتاج القصة الأدبية إلى الحوار لتتماشى مع وتيرة العناصر الأخرى في القصة - تحتاج إلى التحرك ببطء أكثر. تنتقل قصص النوع عمومًا بسرعة ، حيث تستخدم مزيدًا من الحوار والعمل وسرد أقل سرعة ، لأنها عادةً ما تكون مدفوعة بالمؤامرات وليست مدفوعة بالشخصيات ، مثل القصص الأدبية والسائدة. يتم التركيز على الإجراء الذي يحافظ على تحرك المؤامرة بدلاً من السرد الذي يحافظ على نمو الشخصية. من المفيد معرفة الشخصيات لأن من هم الذين يحددون كيف يتحدثون ببطء أو بسرعة.